# Funció de Bessel

La part radial dels modes de vibració d'un tambor circular segueixen la funció de Bessel.

Les funcions de Bessel són les solucions canòniques {\displaystyle y(x)} de l'equació diferencial de Bessel:
{\displaystyle x^{2}{\frac {d^{2}y}{dx^{2}}}+x{\frac {dy}{dx}}+(x^{2}-\nu ^{2})y=0}
que tenen com a punt singular regular {\displaystyle x=0} i una singularitat essencial a {\displaystyle x=\infty }. El paràmetre {\displaystyle \nu } és un nombre donat que es pot considerar positiu sense cap pèrdua de generalitat.

## Aplicacions de la funció de Bessel

Funcions de Bessel esfèriques de primer tipus, j_{n}(x), per n = 0, 1, 2

Funcions de Bessel esfèriques de segon tipus, y_{n}(x), per n = 0, 1, 2

L'equació de Bessel sorgeix quan es busquen solucions separables a l'equació de Laplace i l'equació de Helmholtz en coordenades cilíndriques o esfèriques. Les funcions de Bessel són, per tant, especialment importants per molts problemes de propagació d'ones i potencials estàtics. En la resolució de problemes en sistemes de coordenades cilíndriques, s'obtenen funcions de Bessel d'ordre enter (α = n); en problemes esfèrics, se n'obtenen d'ordre semi-enter (α = n+1/2). Per exemple:
- Ones electromagnètiques en una guia d'ones cilíndriques
- Amplituds de pressió dels fluxos rotatacionals no viscosos
- La conducció tèrmica en un objecte cilíndric
- Modes de vibració d'una membrana acústica prima i circular (o annular) (com un tambor o un altre membranòfon)
- Problemes de difusió en enreixats
- Solucions de l'equació de Schrödinger radial (en coordenades esfèriques i cilíndriques) per una partícula lliure
- Solució de patrons de radiació acústica
- Fricció depenent de la freqüència en canoncades circulars
- Dinàmica de cossos flotants
- Resolució angular

Les funcions de Bessel també apareixen en altres problemes, com en el processament de senyal (per exemple, vegeu finestra de Kaiser o filtre de Bessel).

## Definicions
Com que es tracta d'una equació diferencial de segon ordre, hi ha d'haver dues solucions linealment independents.
Depenent de les circumstàncies, tanmateix, són convenients formulacions diverses d'aquestes solucions. En la següent taula, es resumeixen les diferents variacions, i es descriuen en les seccions següents.
| Tipus                          | Primer tipus     | Segon tipus      |
| ------------------------------ | ---------------- | ---------------- |
| Funcions de Bessel             | Jα               | Yα               |
| Funcions de Bessel modificades | Iα               | Kα               |
| Funcions de Hankel             | Hα(1) = Jα + iYα | Hα(2) = Jα - iYα |
| Funcions de Bessel esfèriques  | jn               | yn               |
| Funcions de Hankel esfèriques  | hn(1) = jn + iyn | hn(2) = jn - iyn |

Les funcions de Bessel de segon tipus i les funcions de Bessel esfèriques de segon tipus sovint s'anoten com a Nn i nn, respectivament, més que no tant Yn i yn.

### Funcions de Bessel de primer tipus:Jα
Les funcions de Bessel de primer tipus, denotades com a Jα(x), són solucions de l'equació diferencial de Bessel que són finites a l'origen (x = 0) per valors d'α enters o positius, i divergeixen a mesura que x tendeix a 0 per valors d' α no enters. Es pot definir la funció a través de la seva expansió en sèrie al voltant de x = 0, que es pot trobar aplicant el mètode de Frobenius a l'equació de Bessel:
{\displaystyle J_{\alpha }(x)=\sum _{m=0}^{\infty }{\frac {(-1)^{m}}{m!\,\Gamma (m+\alpha +1)}}{\left({\frac {x}{2}}\right)}^{2m+\alpha }}
on Γ(z) és la funció gamma, una generalització canviada de la funció factorial per valors no enters. La funció de Bessel de primer tipus és una funció entera si α és un enter, altrament és una funció multivaluada amb singularitat en el zero. La representació gràfica de les funcions de Bessel s'assemblen força funcions sinusoidals o cosinusoidals que decauen proporcionalment a 1/√x (vegin-se també les seves formes asimptòtiques més endavant), tot i que les seves arrels no són generalment periòdiques, excepte asimptòticament amb valors grans de x.
(Les sèries mostren que −J1(x) és la derivada de J0(x), tal com −sin(x) és la derivada de cos(x); més generalment, la derivada de Jn(x) es pot expressar en termes de Jn±1(x) per les identitats que es mostren més endavant.)

Representació gràfica de la funció de Bessel de primer tipus, J_{ α}(x), per ordres d'enters α = 0, 1, 2

Per valors de α no enters, les funcions J α(x) i J−α(x) són linealment dependents, i són per tant les dues solucions de l'equació diferencial. D'altra banda, per α d'ordre enter, la següent relació és vàlida (noti's que la funció gamma té pols simples per cadascun dels enters no positius):
{\displaystyle J_{-n}(x)=(-1)^{n}J_{n}(x).\,}
Això significa que les dues solucions ja no són linealment independents. En aquest cas, la segona de les solucions linealment independent a la primera es troba com la funció de Bessel de segon tipus, com es comentarà més endavant.

#### Integrals de Bessel
Una altra definició de la funció de Bessel, per valors enters de n, és possible mitjançant l'ús de la representació integral:
{\displaystyle J_{n}(x)={\frac {1}{\pi }}\int _{0}^{\pi }\cos(n\tau -x\sin(\tau ))\,d\tau .}
Una altra representació integral és:
{\displaystyle J_{n}(x)={\frac {1}{2\pi }}\int _{-\pi }^{\pi }e^{i(n\tau -x\sin(\tau ))}\,d\tau .}
Aquesta és l'aproximació que va fer Bessel, i a partir d'aquesta definció va derivar diverses propietats de la funció. La definició es pot estendre a ordres no enteres per una de les integrals de Schläfli, per {\displaystyle \Re (x)>0}:
{\displaystyle J_{\alpha }(x)={\frac {1}{\pi }}\int _{0}^{\pi }\cos(\alpha \tau -x\sin \tau )\,d\tau -{\frac {\sin(\alpha \pi )}{\pi }}\int _{0}^{\infty }e^{-x\sinh(t)-\alpha t}\,dt.} 

#### Relació amb les sèries hipergeomètriques
Les funcions de Bessel es poden expressa en termes de les sèries hipergeomètriques generalitzades com:
{\displaystyle J_{\alpha }(x)={\frac {({\frac {x}{2}})^{\alpha }}{\Gamma (\alpha +1)}}\;_{0}F_{1}(\alpha +1;-{\tfrac {x^{2}}{4}}).}
Aquesta expressió està relacionada al desenvolupament de les funcions de Bessel en termes de la funció de Bessel-Clifford.

#### Relació amb els polinomis de Laguerre
En termes dels polinomis de Laguerre Lk i el paràmetre elegit arbitràriament t, la funció de Bessel es pot expressar com:
{\displaystyle {\frac {J_{\alpha }(x)}{\left({\frac {x}{2}}\right)^{\alpha }}}={\frac {e^{-t}}{\Gamma (\alpha +1)}}\sum _{k=0}^{\infty }{\frac {L_{k}^{(\alpha )}\left({\frac {x^{2}}{4t}}\right)}{k+\alpha  \choose k}}{\frac {t^{k}}{k!}}.}

### Funcions de Bessel de segon tipus:Yα
Les funcions de Bessel de segon tipus, anotades com a Yα(x), i ocasionalment anotades com a Nα(x), són solucions de l'equació diferencial de Bessel que té una singularitat a l'origen (x = 0) i són multivaluades. De vegades se les anomena funcions de Weber, ja que van ser introduïdes per H. M. Weber (1873), o també funcions de Neumann en honor de Carl Neumann.

Representació gràfica de la funció de Bessel de segon tipus, Y_{α}(x), per ordres enters α = 0, 1, 2.

Per valors d'α no enters, Yα(x) està relacionada amb Jα(x) com:
{\displaystyle Y_{\alpha }(x)={\frac {J_{\alpha }(x)\cos(\alpha \pi )-J_{-\alpha }(x)}{\sin(\alpha \pi )}}.}
En el cas d'ordre enter n, la funció es defineix prenent el límit quan α no enter tendeix a n,
{\displaystyle Y_{n}(x)=\lim _{\alpha \to n}Y_{\alpha }(x).}
Hi ha també una fórmula integral corresponent (per Re(x) > 0),
{\displaystyle Y_{n}(x)={\frac {1}{\pi }}\int _{0}^{\pi }\sin(x\sin \theta -n\theta )\,d\theta -{\frac {1}{\pi }}\int _{0}^{\infty }\left[e^{nt}+(-1)^{n}e^{-nt}\right]e^{-x\sinh t}\,dt.}
Yα(x) és necessàriament una segona solució linealment indepdendent de l'equació de Bessel quan α és un enter. Però Yα(x) pot adoptar altres significats més enllà d'aquest. Es pot considerar un company 'natural' de Jα(x). Vegeu també el subapartat de les funcions de Hankel més endavant.
Quan α és un enter, a més, com ho era similarment en el cas de funcions del primer tipus, la següent relació és vàlida:
{\displaystyle Y_{-n}(x)=(-1)^{n}Y_{n}(x).\,}
Tant J α(x) com Y α(x) són funcions holomorfes de x en el pla complex tallat al llarg de l'eix real negatiu. Quan α és un enter, les funcions de Bessel J són funcions enteres d'x. Si x es manté constant en un valor no zero, llavors les funcions de Bessel són funcions enteres d' α.
Les funcions de Bessel del segon tipus quan α és un enter és un exemple del segon tipus de solució en el teorema de Fuchs.

### Funcions de Hankel:Hα(1),Hα(2)
Una altra formulació important de les dues solucions linealment independents a l'equació de Bessel són les funció Hankel de primer i segon tipus, H(1)
α(x) i H(2)
α(x), definides com:
{\displaystyle {\begin{aligned}H_{\alpha }^{(1)}(x)&=J_{\alpha }(x)+iY_{\alpha }(x),\\H_{\alpha }^{(2)}(x)&=J_{\alpha }(x)-iY_{\alpha }(x),\end{aligned}}}
on i és la unitat imaginària. Aquestes combinacions lineals també són conegudes com a funcions de Bessel de tercer tipus; són dues solucions linealment independents de l'equació diferencial de Bessel. Duen el nom de Hermann Hankel.
La importància de les funcions de Hankel de primer i segon tipus rau més en llur desenvolupament teòric més que no en la seva aplicació. Aquestes formes de combinació lineal satisfan diverses propietats d'aspecte simple, com les fórmules asimptòtiques o les representacions integrals. Aquí, "simple" significa una aparença del factor de forma ei f(x). Es pot entendre, doncs, que la funció de Bessel de segon tipus apareix de manera natural com la part imaginària de les funcions de Hankel.
Les funcions de Hankel de primer i segon tipus són usades per representar les solucions d'ones entrants i sortints d'una equació d'ones en simetries cilíndriques respectivament (o viceversa depenent de la convecció de signe de la freqüència).
Usant les relacions prèvies, es poden expressar com:
{\displaystyle {\begin{aligned}H_{\alpha }^{(1)}(x)&={\frac {J_{-\alpha }(x)-e^{-\alpha \pi i}J_{\alpha }(x)}{i\sin \alpha \pi }},\\H_{\alpha }^{(2)}(x)&={\frac {J_{-\alpha }(x)-e^{\alpha \pi i}J_{\alpha }(x)}{-i\sin \alpha \pi }}.\end{aligned}}}
Si α és un enter, s'ha de calcular el límit the limit. Les següents relacions són vàlides, tant si α és enter com si no ho és:
{\displaystyle {\begin{aligned}H_{-\alpha }^{(1)}(x)&=e^{\alpha \pi i}H_{\alpha }^{(1)}(x),\\H_{-\alpha }^{(2)}(x)&=e^{-\alpha \pi i}H_{\alpha }^{(2)}(x).\end{aligned}}}
En particular, si α = m + 12 amb m enter no negatiu, les relacions superiors impliquen directament que:
{\displaystyle {\begin{aligned}J_{-(m+{\frac {1}{2}})}(x)&=(-1)^{m+1}Y_{m+{\frac {1}{2}}}(x),\\Y_{-(m+{\frac {1}{2}})}(x)&=(-1)^{m}J_{m+{\frac {1}{2}}}(x).\end{aligned}}}
Això és útil en el desenvolupament de les funcions esfèriques de Bessel (veure més a baix).
Les funcions de Hankel admeten les següents representacions integrals per Re(x) > 0:
{\displaystyle {\begin{aligned}H_{\alpha }^{(1)}(x)&={\frac {1}{\pi i}}\int _{-\infty }^{+\infty +i\pi }e^{x\sinh t-\alpha t}\,dt,\\H_{\alpha }^{(2)}(x)&=-{\frac {1}{\pi i}}\int _{-\infty }^{+\infty -i\pi }e^{x\sinh t-\alpha t}\,dt,\end{aligned}}}
on els límits de les integrals indiquen que la integració és al llarg d'un contorn que es pot triar segons: de −∞ a 0 al llarg de l'eix real negatiu, de 0 a ±iπ al llarg de l'eix imaginari, i de ±iπ a +∞ ± iπ al llarg d'un contorn paral·lel a l'eix real.

### Funcions de Bessel modificades:Iα,Kα
Les funcions de Bessel són vàlides fins i tot amb arguments complexos x, i un cas especialment particular és quan l'argument és imaginari pur, és a dir, quan la part real de l'argument és zero. En aquest cas, les solucions de l'equació de Bessel reben el nom funcions de Bessel modificades (o també funcions hiperbòliques de Bessel) de primer i segon tipus i estan definides com:
{\displaystyle {\begin{aligned}I_{\alpha }(x)&=i^{-\alpha }J_{\alpha }(ix)=\sum _{m=0}^{\infty }{\frac {1}{m!\,\Gamma (m+\alpha +1)}}\left({\frac {x}{2}}\right)^{2m+\alpha },\\K_{\alpha }(x)&={\frac {\pi }{2}}{\frac {I_{-\alpha }(x)-I_{\alpha }(x)}{\sin \alpha \pi }},\end{aligned}}}
quan α no és un enter; quan α és un enter, llavors s'utilitza el límit. Es tria que tinguin valors reals per arguments reals i positius x. L'expansió en sèrie per Iα(x) és doncs similar a la de Jα(x), però sense el factor alternant (−1)m.
Si −π < arg x ≤ π2, Kα(x) poden ser expressades com a funcions de Hankel de primer tipus:
{\displaystyle K_{\alpha }(x)={\frac {\pi }{2}}i^{\alpha +1}H_{\alpha }^{(1)}(ix),}
i si −π2 < arg x ≤ π, es pot expressar com una funció de Hankel de segon tipus:
{\displaystyle K_{\alpha }(x)={\frac {\pi }{2}}(-i)^{\alpha +1}H_{\alpha }^{(2)}(-ix).}
Es poden expressar les funcions primera i segona de Bessel en termes de les funcions modificades de Bessel (són vàlides si −π < arg z ≤ π2):
{\displaystyle {\begin{aligned}J_{\alpha }(iz)&=e^{\frac {\alpha i\pi }{2}}I_{\alpha }(z),\\Y_{\alpha }(iz)&=e^{\frac {(\alpha +1)i\pi }{2}}I_{\alpha }(z)-{\frac {2}{\pi }}e^{-{\frac {\alpha i\pi }{2}}}K_{\alpha }(z).\end{aligned}}}
Iα(x) i Kα(x) són les dues solucions linealment independents de l'equació modificada de Bessel:
{\displaystyle x^{2}{\frac {d^{2}y}{dx^{2}}}+x{\frac {dy}{dx}}-\left(x^{2}+\alpha ^{2}\right)y=0.}
A diferència del cas de les funcions ordinàries de Bessel, que oscil·len com a funció d'un argument real, Iα i Kα són funcions exponencialment creixents i decreixents respectivament. Com en la funció de Bessel ordinària Jα, la funció Iα val zero a x = 0 per α > 0 i és finita a x = 0 per α = 0. De forma anàloga, Kα divergeix a x = 0 amb una singularitat de tipus logarítmica.
|  |  |

Dues fórmules integrals per les funcions de Bessel modificades són (per Re(x) > 0):
{\displaystyle {\begin{aligned}I_{\alpha }(x)&={\frac {1}{\pi }}\int _{0}^{\pi }e^{x\cos \theta }\cos \alpha \theta \,d\theta -{\frac {\sin \alpha \pi }{\pi }}\int _{0}^{\infty }e^{-x\cosh t-\alpha t}\,dt,\\K_{\alpha }(x)&=\int _{0}^{\infty }e^{-x\cosh t}\cosh \alpha t\,dt.\end{aligned}}}
En alguns càlculs de física, pot ser útil saber el valor de la següent relació:
{\displaystyle 2\,K_{0}(\omega )=\int _{-\infty }^{\infty }{\frac {e^{i\omega t}}{\sqrt {t^{2}+1}}}\,dt.}
Es pot demostrar mostrant la igualtat amb la definició integral de més amunt per K0. Això es fa integrant una corba tancada en el primer quadrant del pla complex.
Es poden representar les funcions de Bessel modificades K1/3 i K2/3 en termes de les integrals ràpidament convergents:
{\displaystyle {\begin{aligned}K_{1/3}(\xi )&={\sqrt {3}}\int _{0}^{\infty }\exp \left(-\xi \left(1+{\frac {4x^{2}}{3}}\right){\sqrt {1+{\frac {x^{2}}{3}}}}\right)\,dx,\\K_{2/3}(\xi )&={\frac {1}{\sqrt {3}}}\int _{0}^{\infty }{\frac {3+2x^{2}}{\sqrt {1+{\frac {x^{2}}{3}}}}}\exp \left(-\xi \left(1+{\frac {4x^{2}}{3}}\right){\sqrt {1+{\frac {x^{2}}{3}}}}\right)\,dx.\end{aligned}}}
Les funcions de Bessel modificades de segon tipus han rebut també els següents noms (actualment en desús):
- Funció de Basset per Alfred Barnard Basset
- Funció de Bessel modificada de tercer tipus
- Funció de Hankel modificada[25]
- Funció de Macdonald per Hector Munro Macdonald

### Funcions de Bessel esfèriques:jn,yn
Quan se soluciona l'equació de Helmholtz en coordenades esfèriques amb separació de variables, l'equació radial té la forma:
{\displaystyle x^{2}{\frac {d^{2}y}{dx^{2}}}+2x{\frac {dy}{dx}}+\left(x^{2}-n(n+1)\right)y=0.}
Les dues solucions linealment independents a aquest equació s'anomenen funcions de Bessel esfèriques jn i yn, i estan relacionades amb les funcions de Bessel ordinàries Jn i Yn segons:
{\displaystyle {\begin{aligned}j_{n}(x)&={\sqrt {\frac {\pi }{2x}}}J_{n+{\frac {1}{2}}}(x),\\y_{n}(x)&={\sqrt {\frac {\pi }{2x}}}Y_{n+{\frac {1}{2}}}(x)=(-1)^{n+1}{\sqrt {\frac {\pi }{2x}}}J_{-n-{\frac {1}{2}}}(x).\end{aligned}}}
yn també es denota nn o ηn; alguns autors anomenen aquestes funcions the funcions de Neumann esfèriques.
Les funcions de Bessel esfèriques també es poden escriure com a (fórmules de Rayleigh)
{\displaystyle {\begin{aligned}j_{n}(x)&=(-x)^{n}\left({\frac {1}{x}}{\frac {d}{dx}}\right)^{n}\,{\frac {\sin x}{x}},\\y_{n}(x)&=-(-x)^{n}\left({\frac {1}{x}}{\frac {d}{dx}}\right)^{n}\,{\frac {\cos x}{x}}.\end{aligned}}}
La primera funció de Bessel esfèrica j0(x) també es coneix com la funció sinc (no normalitzada). Les primeres funcions de Bessel esfèriques són:
{\displaystyle {\begin{aligned}j_{0}(x)&={\frac {\sin x}{x}}.\\j_{1}(x)&={\frac {\sin x}{x^{2}}}-{\frac {\cos x}{x}},\\j_{2}(x)&=\left({\frac {3}{x^{2}}}-1\right){\frac {\sin x}{x}}-{\frac {3\cos x}{x^{2}}},\\j_{3}(x)&=\left({\frac {15}{x^{3}}}-{\frac {6}{x}}\right){\frac {\sin x}{x}}-\left({\frac {15}{x^{2}}}-1\right){\frac {\cos x}{x}}\end{aligned}}}
i:
{\displaystyle {\begin{aligned}y_{0}(x)&=-j_{-1}(x)&&=-{\frac {\cos x}{x}},\\y_{1}(x)&=j_{-2}(x)&&=-{\frac {\cos x}{x^{2}}}-{\frac {\sin x}{x}},\\y_{2}(x)&=-j_{-3}(x)&&=\left(-{\frac {3}{x^{2}}}+1\right){\frac {\cos x}{x}}-{\frac {3\sin x}{x^{2}}},\\y_{3}(x)&=j_{-4}(x)&&=\left(-{\frac {15}{x^{3}}}+{\frac {6}{x}}\right){\frac {\cos x}{x}}-\left({\frac {15}{x^{2}}}-1\right){\frac {\sin x}{x}}.\end{aligned}}}

#### Funcions generadores
Les funcions esfèriques de Bessel tenen les funcions generadores:
{\displaystyle {\begin{aligned}{\frac {1}{z}}\cos \left({\sqrt {z^{2}-2zt}}\right)&=\sum _{n=0}^{\infty }{\frac {t^{n}}{n!}}j_{n-1}(z),\\{\frac {1}{z}}\sin \left({\sqrt {z^{2}+2zt}}\right)&=\sum _{n=0}^{\infty }{\frac {(-t)^{n}}{n!}}y_{n-1}(z).\end{aligned}}}

#### Relacions diferencials
En la següent expressió, fn és qualsevol de jn, yn, h(1)
n, h(2)
n per n = 0, ±1, ±2, ...
{\displaystyle {\begin{aligned}\left({\frac {1}{z}}{\frac {d}{dz}}\right)^{m}{\big (}z^{n+1}f_{n}(z){\big )}&=z^{n-m+1}f_{n-m}(z),\\\left({\frac {1}{z}}{\frac {d}{dz}}\right)^{m}{\big (}z^{-n}f_{n}(z){\big )}&=(-1)^{m}z^{-n-m}f_{n+m}(z).\end{aligned}}}

### Funcions de Hankel esfèriques:hn(1),hn(2)
Les funcions esfèriques de Hankel es defineixen de forma anàloga a les no esfèriques:
{\displaystyle h_{n}^{(1)}(x)=j_{n}(x)+iy_{n}(x)}
{\displaystyle h_{n}^{(2)}(x)=j_{n}(x)-iy_{n}(x).}
De fet, això implica que existeixen expressions tancades de les funcions de Bessel d'ordre semienter en terme de funcions trigonomètriques i, per tant, també de les funcions esfèriques de Bessel. D'això es dedueix que, per n enter no negatiu es té:
{\displaystyle h_{n}^{(1)}(x)=(-i)^{n+1}{\frac {e^{ix}}{x}}\sum _{m=0}^{n}{\frac {i^{m}}{m!(2x)^{m}}}{\frac {(n+m)!}{(n-m)!}}}
i {\displaystyle h_{n}^{(2)}} és la funció complexa conjugada d'aquesta (per a {\displaystyle x} real). D'aquesta fórmula es poden deduir les formes tancades de les funcions esfèriques de Bessel ordinàries, per exemple, {\displaystyle j_{0}(x)=\sin(x)/x} i {\displaystyle y_{0}(x)=-\cos(x)/x}, i en general per a qualsevol argument n.

### Funcions de Riccati-Bessel:Sn,Cn, ξn, ζn
Les funcions de Riccati-Bessel són una petita modificació de les funció de Bessel esfèriques:
{\displaystyle S_{n}(x)=xj_{n}(x)={\sqrt {\pi x/2}}J_{n+1/2}(x)}
{\displaystyle C_{n}(x)=-xy_{n}(x)=-{\sqrt {\pi x/2}}Y_{n+1/2}(x)}
{\displaystyle \xi _{n}(x)=xh_{n}^{(1)}(x)={\sqrt {\pi x/2}}\,H_{n+1/2}^{(1)}(x)=S_{n}(x)-iC_{n}(x)}
{\displaystyle \zeta _{n}(x)=xh_{n}^{(2)}(x)={\sqrt {\pi x/2}}H_{n+1/2}^{(2)}(x)=S_{n}(x)+iC_{n}(x)}
Aquestes funcions satisfan la següent equació diferencial:
{\displaystyle x^{2}{\frac {d^{2}y}{dx^{2}}}+[x^{2}-n(n+1)]y=0}
Aquesta equació difeencial i les seves solucions, les equacions de Riccati-Bessel, s'usen per resoldre el problema de la dispersió d'ones electromagnètiques per una esfera, un problema conegut com a difusió de Mie, per la publicació per primer cop d'aquests resultat per Mie, l'any 1908. Vegeu, per exemple, Du (2004).
Segons Debye (1909) s'utilitza de vegades la notació {\displaystyle \psi _{n},\chi _{n}} en lloc de {\displaystyle S_{n},C_{n}}.

## Funció de Bessel per aνenter
El cas especial més habitual i important és aquell en què ν és un nombre enter; llavors ν es coneix com l'ordre de la funció de Bessel. Les funcions de Bessel de primer ordre són les solucions de l'equació diferencial de Bessel que són finites a l'origen per a enters ν no negatius i divergeixen quan x s'aproxima a zero per a ν negatius no enters. La solució general és:
{\displaystyle y(x)=c_{1}J_{\nu }(x)+c_{2}J_{-\nu }(x)\,}
on J es defineix mitjançant la seva sèrie de Taylor al voltant de zero:
{\displaystyle J_{\nu }(x)=\sum _{n=0}^{\infty }{\frac {(-1)^{n}}{n!\,\,\Gamma (\nu +n+1)}}\left({\frac {x}{2}}\right)^{\nu +2n}}
i {\displaystyle \Gamma } és la funció gamma.